# Die Politik
Die Politik ist ein politisches Magazin in der Schweiz, welches seit 2005 rund acht bis zehnmal pro Jahr in zwei Sprachen (Deutsch und Französisch) erscheint. Die Politik versteht sich als Meinungsblatt der politischen Mitte und steht der CVP Schweiz nahe.

## Fokus
Jede Ausgabe ist jeweils einem Thema gewidmet. Die Themenartikel werden  durch Rubriken und Kolumnen ergänzt, welche aktuelle Aspekte des wirtschaftlichen, gesellschaftlichen und politischen Geschehens behandeln. 

## Geschichte
Die Politik geht auf die CVP-Publikation Gazette der 1990er Jahre zurück, welche am 1. Februar 2005 durch die Politik ersetzt wurde. Seit September 2009 wird die Printausgabe durch ein Online-Magazin ergänzt. Seit dem 1. Januar 2010 wird sie nicht mehr direkt durch die CVP, sondern durch den gleichnamigen Verein produziert und vertrieben.